# 하파에우 알렝카르

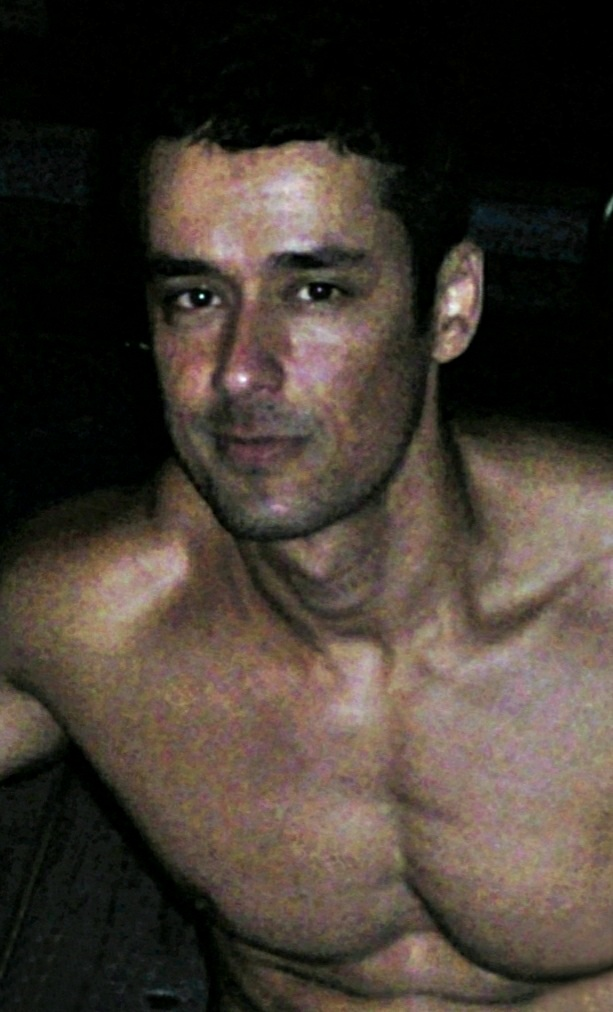
하파에우 알렝카르

하파에우 알렝카르(Rafael Alencar, 1978년 7월 18일 ~ )는 브라질의 포르노 배우이다.